# دهستان بالادشت
دهستان بالادشت یکی از دهستان‌های شهرستان گرمه در استان خراسان شمالی ایران است. این دهستان در بخش مرکزی شهرستان گرمه قرار دارد و براساس سرشماری مرکز آمار ایران در سال ۱۳۹۰، جمعیت آن ۱۵۷۶ نفر (در ۴۳۹ خانوار) بوده‌است.